# ヨウン・アウルトナソン

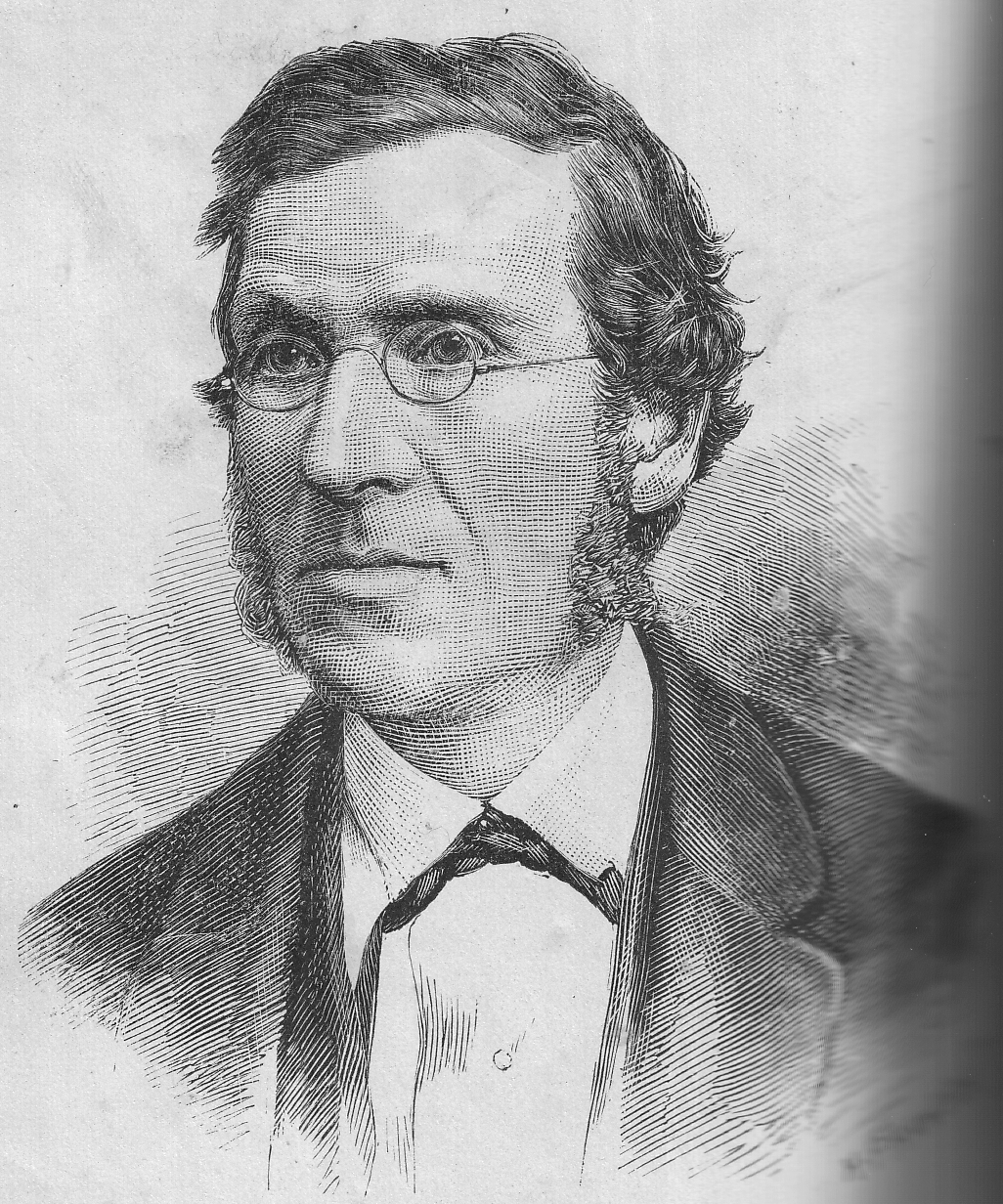
1891年のヨウン・アウルトナソン

ヨウン・アウルトナソン（Jón Árnason, 1819年8月17日 - 1888年9月4日）は、アイスランドの作家、国立図書館長、童話作家。アイスランド民話の初の収集家として知られる。ヨーン・アルナソン、ヨウーン・アウトナソンとも。

## 経歴
1819年、スカガストロンドのホフに生まれる。首都レイキャヴィーク近郊のベッサスタージルに在したラテン語学校（現・レイキャヴィーク高等学校〔メンタスコウリン・イー・レイキャヴィーク〕）を1843年に卒業。スヴェインビョルン・エギルソンの元に棲みこみ薫陶を受けた。
1848-1887年にかけ、現今のアイスランド国立図書館の前身で初代館長を務めた。この期間、アイスランド文学協会の初代アイスランド支部図書館長も兼任。またアイスランド国立博物館の前身である「アイスランド古物コレクション」（Forngripasafns Íslands）の創立時の1863年に、初代主任（キュレーター）に任命された。
図書館員の公職は薄給であったが、貴重な図書目録を作成するなど耐えて仕事に従事し、そのかたわら、収入を補うため母校（この頃にはレイキャヴィークに移転）で教師を兼ねて図書館長を受け持ち、また当時の司教ヘルギ・G・トルデルセンの秘書も務めた。1877年、スウェーデンのウプサラ大学創立400周年記念祭に出席するアイスランド代表のひとりに選出されたとき、コペンハーゲンの中央政府（当時はアイスランドはデンマークが統治）は、「下男ごときを送るとはなんたることか」と不快を示したという逸話が残されている。アイスランドの高等学校の清掃係だと先方には伝わっていたらしい。

## 民話収集活動
ドイツのグリム兄弟の『グリム童話集』に触発され、高等学校に在籍中の1845年頃から、友人マグヌース・グリームソン牧師と共同で民話収集をおこない、『アイスランドの民話』 （Íslenzk ævintýri, 1852年）として発表した。この小冊子は反響が乏しく、続篇を発表する目途が立たずに、ひところ収集熱も醒めていた。しかしゲルマン学者コンラート・マウラーが1858年が、自著の取材のためアイスランドを訪問した際に二人を激励し、収集が再開された。マグヌースの死去後（1860年）、単独で収集を完成。成果の一部は、2巻本『アイスランドの伝説と民話』　（Íslenzkar Þjóðsögur og Æfintýri, 1862/1864年）としてドイツの ライプツィヒ でに刊行された 。しかし残りすべての資料も補完した完全版（全6巻）の出版は、1世紀近く後の1954～61年を待たねばならなかった。
日本では、菅原邦城による62話の抄訳『アイスランドの昔話』（1979年）、谷口幸男によるドイツ語からの重訳『世界の民話‹32›アイスランド』が訳出されている。
また、ドイツ訳にヨーゼフ・ポエスチオン編『アイスランドお伽噺集』（Islandische Märchen, 1884年）がある。谷口の重訳もこれを原本とする。古くは巖谷小波編「王取王子」がこのドイツ訳経由である。のちにマルガレッテ・レーマン＝フィルヘス (Margarethe Lehmann-Filhés)が、ポエスチオンとは重複しない220話を撰したドイツ訳のアイスランド民話集（1889年）を発表した。
他にもジョージ・E・J・パウエル（1842-82年）とエイリクル・マグヌソンの共訳(英訳)があり、全2巻でそれぞれ66話、80話を所収する。
ヨウンとマグヌスの2人には、みずから遊歴して民話を採集するいとまもゆとりもなかったので、教え子たちやその他の人脈をたどって民話を書記したものを送ってもらっていた。またいずれかが文章に「手を加えた」ともされているが、些細な変更であった。アイスランドは、当時のヨーロッパにしては学歴や社会層の格差が小さく、均一にサガ風の文体を敬愛していた国柄なので、文章の作風にもさほどの相違はなかったのである。
他にもマルティン・ルター伝記（1852年）、カール大帝伝記（1853年）、恩師 スヴェインビョルン・エギルソンの作品集・伝記（1855-56年）、『アイスランドのなぞなぞ、笑い話、ヴィーキヴァーキ、シュールル』（Íslenzkar gátur, skemmtanir, vikivakar og þulur 全4巻。1887-1903年）等を執筆している。

## 私生活
長年、独身を貫いたが、1866年に妻帯し、カトリーン・ソルヴァルズドッティル（Katrín Þorvaldsdóttir）とのあいだに一子をもうけたが、利発的で嘱望あったその息子には先立たれている。長い闘病生活のはてに生涯をとじた。

## 作品
- Jón Árnason and Magnús Grímsson (ed.) Íslenzk Æfintýri. Reykjavík, 1852.
- Jón Árnason (1862-64). Íslenzkar Þjóðsögur og Æfintýri. 1-2. Leipzig: J. C. Hinrichs (「アイスランドの伝説と民話」)
  - Bd. 1, 1862
  - Bd. 2, 1864
- Jón Árnason. Ágrip af æfisögu Dr. Marteins Lúters. Reykjavík, 1852. OCLC 52435258
- Jón Árnason. Sagan af Karlamagnúsi keisara. Copenhagen, 1853. OCLC 264953221